# Midwest
Midwest város az USA Wyoming államában,  Natrona megyében. Lakosainak száma 285 fő (2020. április 1.).

## Népesség
A település népességének változása:

| 2010 | 404 |
| 2020 | 285 |